# Scamorza
L'scamorza és un formatge de pasta filada elaborat amb llet de vaca. Algunes lleteries de la Campània també produeixen scamorza amb llet de búfala. És reconegut com un producte agroalimentari tradicional de les regions de la Campània, Basilicata, Abruços, Molise, Pulla i Calàbria (on s'anomena provola).
Generalment té la forma d'una esfera aplanada, amb un pes de 0,15-0,25 kg. També se n'elabora de fumada (affumicata) o farcida. El terme «scamorza» podria provenir de capa mozza, és a dir, «cap tallat».